# Wells Fargo Center (Minneapolis)
Il Wells Fargo Center, precedentemente noto come Norwest Center, è un grattacielo situato a Minneapolis, negli Stati Uniti. 
È il terzo edificio più alto della città dopo l'IDS Center e la Capella Tower. Completato nel 1988, è alto 235,32 m. L'edificio è stato progettato con uno stile Art déco modernizzato da César Pelli, che riflette lo stile delle strutture vicine come il CenturyLink Building e la Torre Foshay.